# 日立リアルエステートパートナーズ
株式会社日立リアルエステートパートナーズ（ひたちリアルエステートパートナーズ）は、東京都千代田区に本社を置く日立グループの不動産会社。

## 沿革
- 1950年（昭和25年）1月18日 - 資本金500万円をもって中央商事株式会社を設立、本社を東京都中央区銀座西に置く。
- 1952年（昭和27年）9月 - 宅地建物取引業の登録を受ける。
- 1958年（昭和33年）
  - 1月 - 東京都千代田区に「日立鎌倉橋別館」（現：日立鎌倉橋ビル）を建設、ビル管理・給食事業開始
  - 4月 - 東京都千代田区に「日立神田別館」（現：日立神田ビル）を建設。
- 1968年（昭和43年）4月 - 日立製作所住宅ローン業務を開始。
- 1974年（昭和49年）1月 - 幸洋商事株式会社が当社関連会社に加入。
- 1981年（昭和56年）11月 - 建設業許可を受ける。
- 1985年（昭和60年）4月 - 大規模宅地分譲事業「さくら学園ニュータウン・山王」を開始する。
- 1995年（平成7年）4月 - 愛宕産業株式会社が当社関連会社に加入。
- 1997年（平成9年）3月 - 一般向け賃貸マンション事業を開始、「ブールヴァル秦野」（秦野市）竣工。
- 1998年（平成10年）10月 - アウトソーシング事業を受託　「京浜福利センター」設立。
- 1999年（平成11年）
  - 4月 - 株式会社エイチアイビーを吸収合併。
  - 10月 - 日立ランプ株式会社を吸収合併。
  - 12月 - ISO9002を認証取得。
- 2002年（平成14年）3月 - ISO14001を認証取得。
- 2003年（平成15年）1月 - 我孫子観光株式会社を吸収合併。
- 2004年（平成16年）
  - 1月 - 本店所在地を東京都千代田区内神田 1丁目 1番14号に移転。
  - 5月 - 会社ロゴとキャラクターを決定。
  - 10月 - 当社関連会社の株式会社中央商事フードサービスが株式会社日京クリエイト、株式会社日立ライフと統合。（給食事業を移管）
- 2005年（平成17年）10月 - 特定信書便事業許可取得。
- 2006年（平成18年）4月 - 分析センター設立。
- 2012年（平成24年）4月 - 株式会社日立アーバンインベストメントに商号変更。
- 2013年（平成25年）4月 - 愛宕産業株式会社が幸洋商事株式会社を吸収合併し、株式会社日立アーバンサポートに商号変更。
- 2020年（令和2年）4月1日 - 日立ライフと合併[2]。日立アーバンインベストメントが存続会社となり、株式会社日立リアルエステートパートナーズに商号変更[3]。日立グループ内の略称はHiREP（ハイレップ）。日立ライフ子会社の日和サービス株式会社と日木産業株式会社が当社子会社となる。
- 2021年（令和3年）4月30日 - 介護事業及びホテル事業を会社分割し、それぞれヒューマンサポートホールディングス、ブリーズベイホテルに譲渡。
- 2022年（令和4年）
  - 9月 - フィットネス、フットサル事業を株式会社スポーツプラザ山新に譲渡。
  - 10月 - 日木産業株式会社を吸収合併。
- 2024年（令和6年）4月 - 日立リアルエステートパートナーズ、日立アーバンサポート、日和サービスのグループ3社間で事業再編を実施。日立アーバンサポートは株式会社日立プロパティアンドサービスに商号変更。

## 関連会社
- 日立プロパティアンドサービス（旧・日立アーバンサポート。2024年4月商号変更。）
- 日和サービス
- Hitachi Urban Investment (Hong Kong), Ltd.
- QUALITY LIFE ENTERPRISE (INDIA) PRIVATE LIMITED (QLEI)